# Estadi Theódoros Vardinogiannis
Propietat de l'OFI Creta, l'estadi Theódoros Vardinogiannis va ser inaugurat el 1951. L'estadi té una capacitat de 9.000 espectadors.